# Saint-Pal-de-Mons

Saint-Pal-de-Mons este o comună în departamentul Haute-Loire, Franța. În 2009 avea o populație de 2,060 de locuitori.